# مخيم ثياروي (فلم)
مخيم ثياروي (بالفرنسية: Camp de Thiaroye) هو فيلم درامي حربي سنغالي صدر عام 1988 من تأليف وإخراج عثمان سمبين وتيرنو فاتي سو. شارك الفيلمُ في مهرجان البندقية السينمائي الدولي الخامس والأربعين والذي فاز فيه بجائزة لجنة التحكيم الخاصّة.
يُصوّر الفيلم مذبحة ثياروي التي حصلت في معسكر ثياروي في مدينة داكار عام 1944، حينما أقدمت القوات الاستعماريّة الفرنسية على تنفيذ مجزرةٍ في حقّ مجندين من غرب أفريقيا وذلك في ليلة الثلاثين من تشرين الثاني/نوفمبر إلى الأول من كانون الأول/ديسمبر 1944 بعدما احتجَّ المجندون من غرب إفريقيا على الظروف السيئة وإلغاء الأجور في معسكر ثياروي. الفيلم عبارةٌ عن نقد واتهام للنظام الاستعماري الفرنسي، حيثُ يُوثِّق الأحداث التي أدت إلى مذبحة ثياروي بالإضافةِ إلى المذبحة نفسها. تلقى الفيلم مراجعات إيجابية في الوقت الذي تم إصداره فيه ولا يزال النقاد يُشيدون به باعتباره توثيقًا تاريخيًا مهمًا لمذبحة ثياروي. حُظر الفيلم من العرض في فرنسا لمدة عقد من الزمان كما تمّ حظره في فترةٍ من الفترات في السنغال أيضًا.

## القصّة
تُحتَجزُ وحدةٌ سنغاليّةٌ من جنود الجيش الفرنسيّ الحر كانت تُقاتل في فرنسا لفترة مؤقتة في معسكر عسكري بأسوارٍ من الأسلاك الشائكة وأبراج حراسة في صحراء السنغال. من بينِ هؤلاء الرقيب دياتا، وهو قائدُ الوحدة الذي تلقى تعليمه في باريس ومتزوجٌ من فرنسيّة أنجب معها ابنًا. يُعاني دياتا من حالة صدمة بسببِ الحرب ومعسكرات الاعتقال ولا يمكنه التحدث إلا عبر همهمات حلقيّة.
يكونُ كل شيءٍ على ما يرام إلى الساعة التي يبدأ فيها الجنود في الشكوى من الطعام المقدم في المعسكر والذي يقولُ القائد السنغاليّ الفرنسي إنه لن يفعل شيئًا حياله حيث يتم حجز اللحوم للضباط البيض بينما لا يُفعل المثل مع المجنّدين السود. بسبب المال، يذهبُ الرقيب دياتا إلى المدينة بحثًا عن بيت دعارة فيتمُّ طرده من هناك لأنه أفريقي ثمّ يُعتقل فيما بعد من قِبل القوات الأمريكية التي تنهالُ عليه ضربًا وترفضُ الإفراج عنه. تقومُ في المقابل الوحدة السنغالية بأسرِ جندي أمريكي أبيض ويحدث تبادل بين السجينين فيما يُهدّد الأمريكيين بتسوية المعسكر بالأرض وقتل الجميع.
يعلمُ المجندين في الوحدة السنغالية أنهم لن يحصلوا إلا على نصف الأجر مقابل خدمتهم لأن القوات الفرنسية تقوم بشكل غير عادل بتحويل الفرنكات الفرنسية إلى الفرنكات السنغالية بنصف السعر لتوفير المال، وهو ما يدفعُ القوات السنغالية للاستيلاء على المعسكر واحتجازِ جنرالٍ فرنسي رهينة والبدء في الثورة ضدّ الحُكّام الفرنسيين الذين يأمرون قواتهم في منتصفِ الليل باقتحامِ المعسكر عبر الدبابات والأسلحة الثقيلة منفذين مجزرة بشعة في حقّ مُجَنَّدي الوحدة السنغاليّة.

## طاقم التمثيل
هذه قائمةٌ بأبرز الممثلين والممثلات الذين شاركوا في تصوير الفيلم:
- صديقي باكابا
- حامد كمارا
- إسماعيل لو
- فيليب شاميلات
- مارثا ميركادير